# Passadís

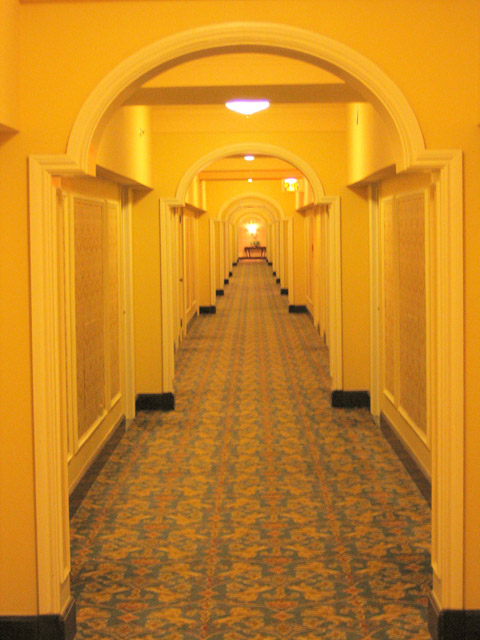
Passadís

 En els edificis, es diu passadís (o també corredor) a un espai de pas llarg i estret que serveix per comunicar diferents habitacions o estances.

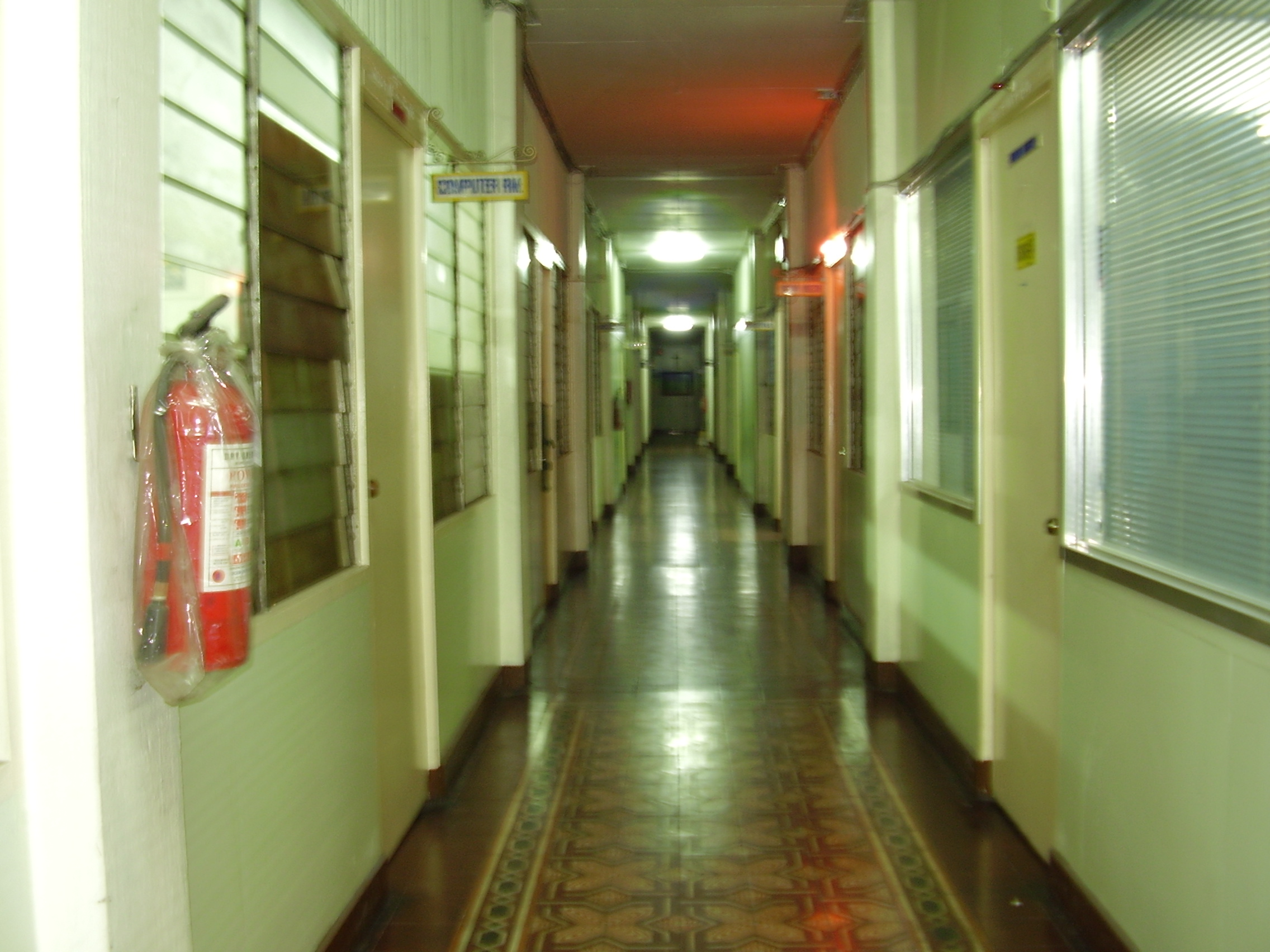
Passadís

Els passadissos són comuns en habitatges on donen accés des del vestíbul o el saló a les habitacions interiors. Amb propòsits similars també existeixen passadissos en altres edificis com oficines, hotels, centres educatius, centres de salut, etc.
Els passadissos es troben en botigues, magatzems i fàbriques, on tenen prestatgeries a banda i banda. En magatzems i fàbriques els passadissos poden consistir en paletes de l'emmagatzematge i en fàbriques els passadissos poden separar àrees de treball. En els gimnasos, els equips d'exercici es disposen normalment en passadissos.
En els habitatges actuals els passadissos solen tenir una amplada de 80 cm. a 100 cm. i la seva longitud depèn tant de la grandària de la casa com de la distribució de les seves habitacions. El passadís sol ser una habitació interior pel que és important que tingui una bona il·luminació. Causa de les seves dimensions no admet molt mobiliari però sí que es pot posar-hi taules o cadires petites, un aparador o una prestatgeria. Els quadres també tenen el seu lloc als passadissos per fer-los més acollidors i amens.

## Altres passadissos

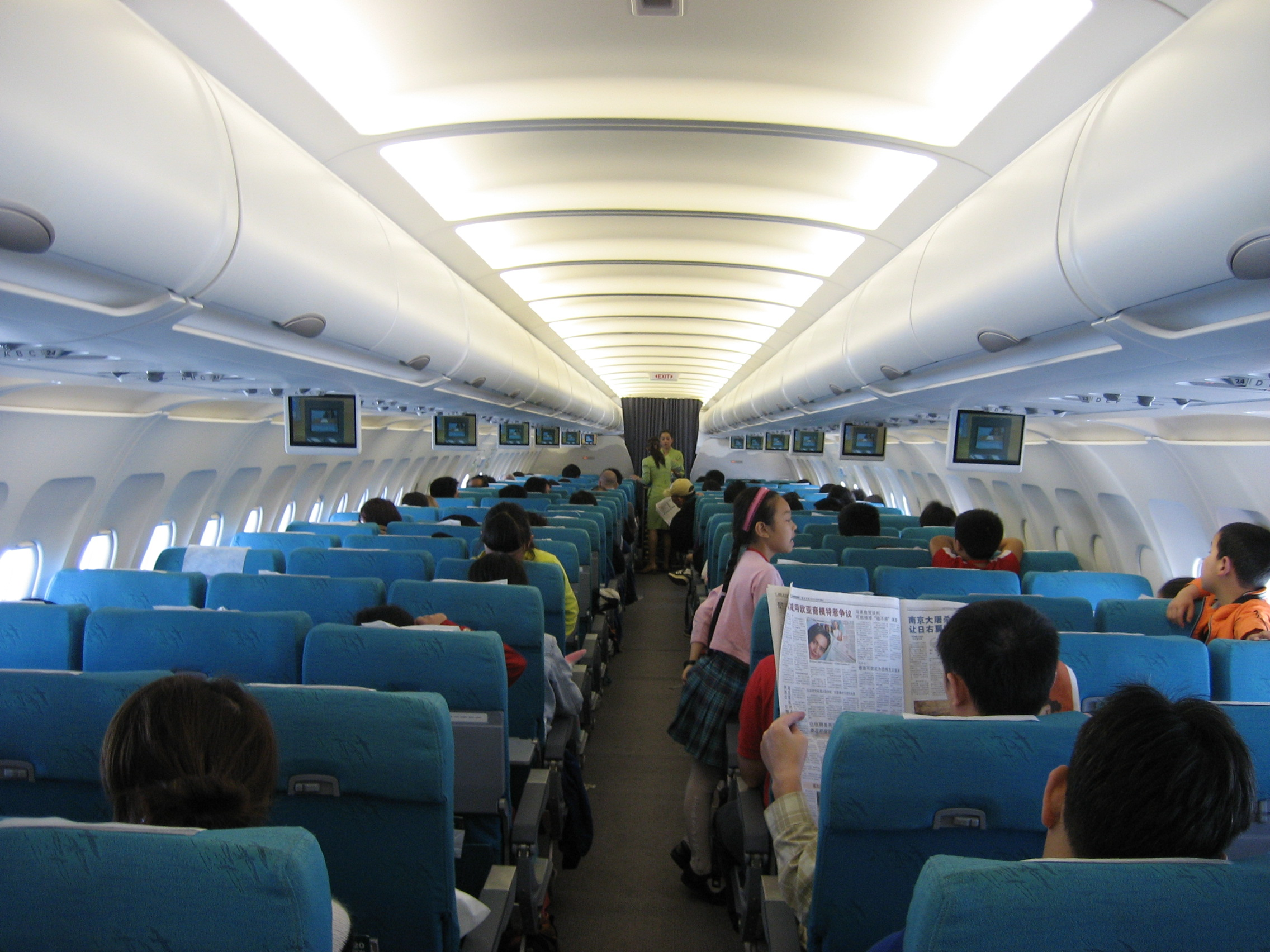
Passadís entre els seients d'un A-320

El terme passadís s'aplica també als corredors estrets de transports i altres centres i establiments.
- Es diu passadís al corredor que comunica les files de seients en diferents mitjans de transport: trens, avions, autobusos, etc. En aquest cas, és possible que a l'hora de treure el bitllet es pugui escollir entre  finestra  o  passadís .
- També es diu passadís als accessos que es troben als estadis esportius o a les sales de teatre, cinema, [conferències, etc. En el cas de sales de teatre i similars és habitual que es distingeixi entre  passadís central , el que discorre pel centre i té major amplada, i  passadissos laterals  que són els auxiliars que discorren pels costats.
- Es diu també passadissos als espais de circulació que es troben a l'interior dels establiments comercials. Es distingeixen els següents tipus:
  -  Corredor d'aspiració . És el passadís de major amplada que connecta l'entrada de la botiga amb el fons de l'establiment. Serveix per facilitar l'accés dels compradors fins als productes més allunyats de la botiga. Comunica els passadissos transversals que connecta les diverses seccions del supermercat. Només es donen en els establiments de grandària mitjana o gran. A les botigues petites seva funció és exercida pels  passadissos principals . Passadís d'un supermercat

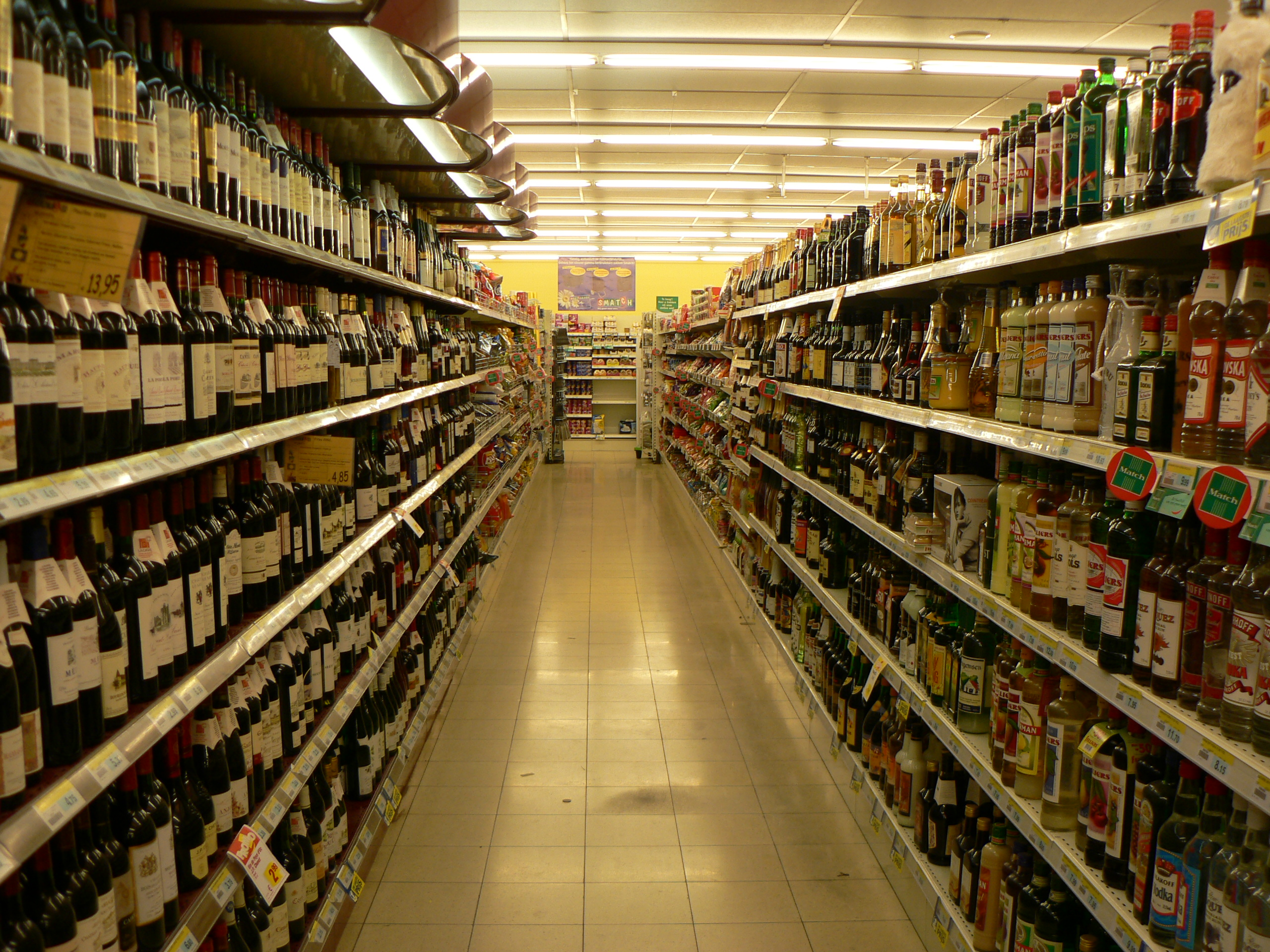
Passadís d'un supermercat

  -  Corredors principals . Són passadissos perpendiculars al d'aspiració que comunica diferents seccions de l'establiment.
  -  Corredors d'accés . Són els més estrets i curts. Són perpendiculars al passadís principal i condueixen al consumidor fins al punt de compra.[1]

## Curiositats
Fer el passadís és un gest pel qual els jugadors d'un equip de futbol, bàsquet o un altre esport es col·loquen en dues files a la porta d'accés al camp perquè els de l'equip contrari passin pel mig mentre els aplaudeixen. Es considera un acte d'homenatge que es professa a l'equip que acaba de guanyar la lliga o una altra competició esportiva.